# Ступерей
Ступерей (рум. Stupărei) — село у повіті Вилча в Румунії. Входить до складу комуни Міхеєшть.
Село розташоване на відстані 157 км на північний захід від Бухареста, 12 км на південний захід від Римніку-Вилчі, 85 км на північний схід від Крайови, 125 км на південний захід від Брашова.

## Населення
За даними перепису населення 2002 року у селі проживали 605 осіб.
Національний склад населення села:
| Національність | Кількість осіб | Відсоток |
| -------------- | -------------- | -------- |
| румуни         | 593            | 98,0%    |
| цигани         | 12             | 2,0%     |

Рідною мовою назвали:
| Мова      | Кількість осіб | Відсоток |
| --------- | -------------- | -------- |
| румунська | 593            | 98,0%    |
| циганська | 12             | 2,0%     |